# 正宗敦夫

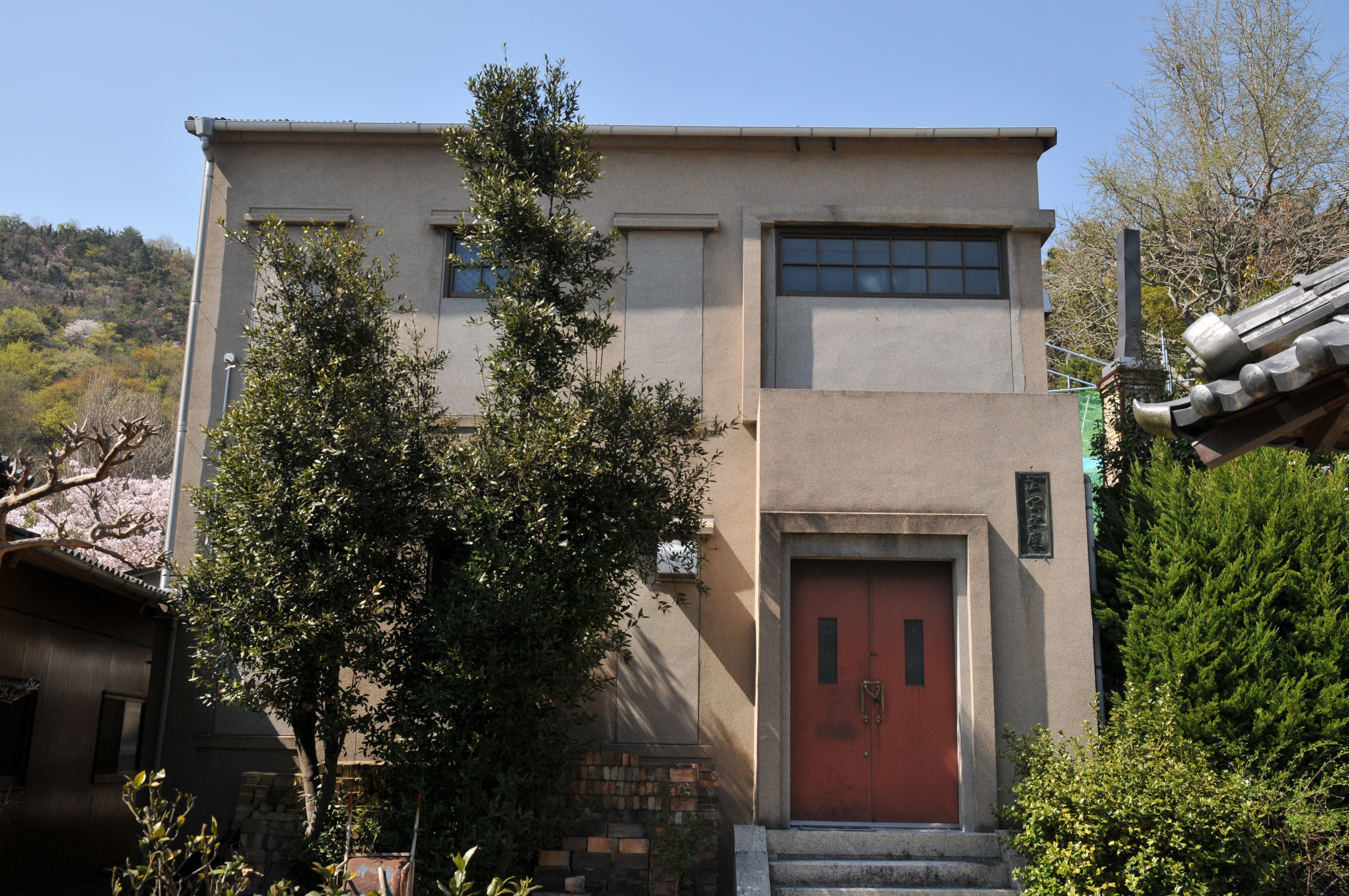
正宗文庫

正宗 敦夫（まさむね あつお、明治14年（1881年）11月15日（戸籍上は11月30日） - 昭和33年（1958年）11月12日）は、日本の国文学者、歌人。

## 経歴
岡山県和気郡穂浪村（現在の備前市穂浪）生まれ。小説家で文学評論家の正宗白鳥の実弟。東京を活動の拠点とした兄とは違い郷里で家業を営み、その傍ら作歌をし、国文学の研究を行った。1897年（明治30年）から井上通泰に師事し、島木赤彦、斎藤茂吉などとも親交を持った。1909年（明治42年）、歌文珍書保存会を主宰し、古書・稀少本を収集・刊行を行った。1925年（大正14年）与謝野寛・与謝野晶子夫妻と「日本古典全集」シリーズを刊行する。1927年（昭和2年）、株式会社日本古典全集刊行会を設立するが倒産する。しかし、長島豊太郎と協力して「日本古典全集」の刊行を継続した（後年復刻版が刊）。
1931年（昭和6年）『万葉集』の歌のすべての用字をまとめた『萬葉集總索引』を編集。また1936年（昭和11年）財団法人正宗文庫を設立、自宅の敷地内に文庫を建設。正宗文庫は貴重な資料庫として現存している。
1952年（昭和27年）ノートルダム清心女子大学教授。1954年（昭和29年）岡山県文化賞受賞。

## 刊行
- 『正宗敦夫文集 1 ふぐらにこもりて』、2024年7月、ISBN 978-4582809169
- 『正宗敦夫文集 2 ふぐらにこもりて』、2025年9月、ISBN 978-4582809282
正宗文庫監修、小川剛生編注、平凡社〈東洋文庫〉

## 歌碑
正宗白鳥生家跡近くの住吉神社（岡山県備前市穂浪）境内に正宗敦夫の歌碑がある。

## 家族・親族
兄弟に作家の正宗白鳥、植物学者の正宗厳敬、画家の正宗得三郎がいる。